# Valverde (province)
Pour les articles homonymes, voir Valverde.
Valverde est l'une des 32 provinces de la République dominicaine. Son chef-lieu est Santa Cruz de Mao. Elle est limitée à l'ouest par la province de Monte Cristi, au nord par celle de Puerto Plata, à l'est par celle de Santiago et au sud-ouest par celle de Santiago Rodríguez.